# Alt atribut
Alt atribut se koristi u HTML i XHTML dokumentima kako bi označio alternativni običan tekst (alt tekst) koji će se učitati ukoliko HTML element na koji se taj tekst odnosi ne može biti učitan. Takođe ga koriste programi koji čitaju sadržaj sa ekrana, tako da osoba koja sluša sadržaj stranice (npr. slepa osoba), može da komunicira sa tim elementom. Atribut je predstavljem u HTML 2 i u HTML 4.01 je bio obavezan za img i area tagove. Opcionalan je za input tag i prevaziđen applet tag.

## Primer
Ovo je slika čiji je alt atribut "Razvijena crvena zastava sa belim krstom."
HTML kod za ovu sliku bi mogao biti ovakav:
```
<
img
 
alt
=
"Razvijena crvena zastava sa belim krstom."

     
src
=
"http://upload.a.org/wikipedia/commons/thumb/8/83/Dannebrog.jpg/180px-Dannebrog.jpg"
 
>

```

Slabovidi čitalac koristeći poseban softver za čitanje sa ekrana će čuti alt tekst umesto same slike. Tekstualni pregledač interneta, kao na primer Lynx, će prikazati alt tekst umesto slike. Grafički pregledač interneta će prikazati samo sliku, a alt tekst samo ukoliko korisnik zatraži da pogleda svojstva slike ili ako je podesio svoj pregledač da ne prikazuje slike, ili ako pregledač ne može da otvori ili dekodira sliku.
Još jedna mogućnost za alt tekst bi bila "Zastava Danske".

## Česte zablude
alt atribut ne mora uvek bukvalno da opiše sadržaj slike. Imajte na umu da bi to bilo korisno nekome ko ne može da je vidi. Alt atribut bi trebalo da bude alternativa za sliku, obično opisujući njenu svrhu. Npr. slika STOP znaka ne bi trebalo da ima alt tekst “Osmougaoni znak, crvene pozadine, sa belim ivicama i belim slovima unutar tih ivica” nego jednostavno “Stop!”—osim ukoliko je svrha alt teksta da opiše kako taj znak zapravo izgleda.
Internet Explorer 7 i ranije verzije, učitavaju tekst u alt atributu kao tooltip tekst, što nije u skladu sa standardima. Ovo ponašanje je mnoge web developere dovelo u zabludu da koriste alt kada žele da prikažu tooltipove koji daju dodatne informacije o slici , umesto title atributa koji je namenjen za to. Od Internet Explorera 8, takvo ponašanje je promenjeno.
Alt atribut se često, ali netačno, naziva i "alt tag".

## Dekorativne slike
W3C preporučuje da se slike koje ne nose nikakve informacije, nego imaju samo dekorativnu svrhu, specifikuju u CSS-u, a ne u HTML-u. Ali, ponekad je neophodno uključiti dekorativnu sliku kao HTML img tag. U tom slučaju, ako slika stvarno ne doprinosi sadržaju, onda se ostavlja prazan alt atribut (alt=""). Ovo omogućava lakšu navigaciju za korisnike softvera koji čita sadržaj sa ekrana ili negrafičke pregledače. Ako (u slučaju kršenja standarda), nije naveden alt atribut, pregledač koji ne može da predstavi sliku će svejedno predstaviti nešto na tom mestu, npr. URL slike, ili neku nisku.

## Spoljašnje veze
- Including an image: the IMG element (specially, How to specify alternate text) from the HTML 4.01 specification
- The img element (specially, Requirements for providing text to act as an alternative for images) from the HTML 5 specification
- Techniques for WCAG 2.0 (specially, H37: Using alt attributes on img elements)
- Providing text equivalents for images from Dive Into Accessibility
- Appropriate Use of Alternative Text from WebAIM
- Guidelines on alt texts in img elements Архивирано на веб-сајту  (13. децембар 2009) by Jukka Korpela
- Alternative text for images: the alt attribute by Estelle Weyl
- Mini-FAQ about the alternate text of images by Ian Hickson